# 플레이스테이션 2
플레이스테이션 2(영어: PlayStation 2)는 소니 컴퓨터 엔터테인먼트에서 개발하고 판매한 가정용 비디오 게임기이다. 약칭은 플스2, PS2이며, 일본에서는 프레스테2(일본어: プレステ2 프레스테 츠-[*]) 라고도 한다. 2000년 3월 4일 일본에서 처음 출시되었고, 10월 26일 북아메리카, 11월 24일 유럽, 11월 30일 오스트레일리아 및 그 외 지역에서 출시되었다. 오리지널 플레이스테이션의 후속작이자 플레이스테이션 브랜드 콘솔 중 두 번째 작품이다. 6세대 콘솔로서 닌텐도의 닌텐도 게임큐브, 세가의 드림캐스트, 마이크로소프트의 엑스박스와 경쟁했다.
1999년에 발표된 플레이스테이션 2는 전작의 엄청난 성공 이후 소니가 개발을 시작했다. 게임 콘솔 역할 외에도 DVD 드라이브가 내장되어 당시 독립형 DVD 플레이어와 경쟁력 있는 가격으로 책정되어 가치를 높였다. 오리지널 플레이스테이션 게임 및 액세서리와의 완전한 하위 호환성으로 인해 경쟁사 제품을 훨씬 능가하는 방대한 출시 라이브러리에 접근할 수 있었다. 이 콘솔의 하드웨어는 도시바와 공동 개발한 맞춤형 이모션 엔진 프로세서로도 유명했는데, 이 프로세서는 당시 대부분의 개인용 컴퓨터보다 강력하다고 홍보되었다.
플레이스테이션 2는 전 세계적으로 1억 6천만 대 이상 판매되어 경쟁 6세대 콘솔의 전체 판매량의 거의 3배에 달하는 역대 가장 많이 팔린 비디오 게임 콘솔로 남아 있다. 광범위한 비평가들의 찬사를 받았으며, 전 세계적으로 10,987개의 게임 타이틀 라이브러리를 구축하여 15억 4천만 장이 판매되었다. 2004년에 소니는 "슬림라인"으로 공식적으로 알려진 더 작고 가벼운 본체로 콘솔을 재설계했다. 2006년 후속작인 플레이스테이션 3가 출시된 후에도 몇 년 동안 생산되었고 새로운 게임이 계속 출시되었다. 제조는 2013년 초에 공식적으로 종료되어 비디오 게임 역사상 가장 긴 수명 중 하나를 기록했다.

## 역사

### 배경
1994년에 출시된 오리지널 플레이스테이션은 전 세계적으로 경이적인 성공을 거두며 비디오 게임 산업에서 소니의 권력 상승을 알렸다. 그 출시는 비평가들의 찬사와 강력한 판매를 이끌어냈고, 결국 1억 대 이상 출하된 최초의 컴퓨터 엔터테인먼트 플랫폼이 되었다. 플레이스테이션은 소니의 정교한 개발 키트, 대규모 광고 캠페인, 강력한 서드파티 개발사 지원 덕분에 일본 외 지역에서 특히 성공을 거두었다. 1990년대 후반에 소니는 세계 비디오 게임 시장에서 세가와 닌텐도와 같은 기존 경쟁사를 무너뜨렸다. 시장 점유율 감소와 상당한 재정적 손실로 인해 세가는 산업에 남아있기 위한 최후의 시도로 1998년에 드림캐스트를 출시했다. 대규모 마케팅 캠페인 덕분에 2주 만에 50만 대 이상이 판매되었다.

### 개발
소니는 플레이스테이션 2의 개발 세부 사항을 비밀로 유지했지만, "플레이스테이션의 아버지"인 쿠타라기 켄은 1994년 말 오리지널 플레이스테이션 출시 시점부터 두 번째 콘솔 작업을 시작했다고 알려져 있다. 개발 중 어느 시점에서, 반도체 제조사 LSI Corporation과 계약을 맺은 아르고너트 게임스의 직원들은 소니의 다가오는 콘솔을 위한 렌더링 칩을 설계하라는 지시를 받았다. 아르고너트의 설립자 Jez San은 그의 팀이 개발 과정에서 소니와 직접적인 접촉이 없었다고 회상했다. 그는 모르는 사이에 소니는 자체적으로 칩을 설계하고 있었고, 옵션을 다양화하기 위해 다른 회사들에게 렌더링 칩을 설계하도록 지시했던 것이다.
1997년 초, 언론은 새로운 플레이스테이션이 개발 중이며 오리지널 플레이스테이션과의 하위 호환성, 내장 DVD 플레이어, 인터넷 연결 기능을 갖출 것이라고 보도했다. 그러나 소니는 후속작이 개발 중이라는 사실을 계속 공식적으로 부인했다. 당시 소니 인터랙티브 엔터테인먼트 유럽 (SCEE) 사장이었던 크리스 디어링은 소니 경영진 사이에 전작의 성공을 재현하거나 능가할 콘솔을 생산하는 것에 대한 두려움이 있었다고 회상했다. 따라서 소니는 닌텐도나 세가도 연속적인 콘솔 승리를 거두지 못했음을 지적하며 연속적인 시장 성공을 목표로 삼았다. 디어링은 이 목표를 "두 번 연속 올림픽에서 금메달을 따는 것"에 비유했다.
소니는 1999년 3월 2일 플레이스테이션 2의 첫 세부 사항을 공식적으로 공개했다. 보도 자료를 통해 프로세서가 오리지널 플레이스테이션 소프트웨어와의 완전한 하위 호환성을 보장하고, 성능을 크게 향상시키며, 데이터 전송 속도를 4배, 직렬 인터페이스를 20배 빠르게 할 것이라고 확인했다. 쿠타라기는 새로운 콘솔이 비디오 게임이 "전례 없는 감정"을 전달할 수 있게 할 것이라고 단언했다. 실제로 소니는 플레이스테이션 2가 초당 750만에서 1600만 개의 폴리곤을 렌더링할 수 있다고 추정했으며, 반면 당시 독립적인 추정치는 300만에서 2000만 개에 이르렀다. 경쟁 드림캐스트의 경우 세가는 300만에서 600만 개 이상으로 추정했다. 같은 해 후반, 닌텐도는 다음 콘솔인 닌텐도 게임큐브를 발표했고, 마이크로소프트는 자체 콘솔인 엑스박스 개발을 시작했다.
곧 기술적인 능력에도 불구하고 플레이스테이션 2의 개발이 상당히 어려웠다는 소문이 돌았다. 레지던트 이블과 디노 크라이시스 시리즈를 만든 것으로 알려진 캡콤 디자이너 미카미 신지는 소니가 제공한 적절한 개발 도구의 부족을 비판했다. 여러 5세대 플랫폼에서 작업한 미카미는 플레이스테이션 2를 자신이 경험한 가장 어려운 시스템으로 묘사했다. 마찬가지로 코나미의 고지마 히데오는 콘솔의 성능에 실망감을 표하며 기대에 미치지 못했다고 느꼈다.
"플레이스테이션 2의 실시간 그래픽은 제한이 없습니다. 그래서 제가 우주의 무한함을 나타내는 검은색을 선택했습니다. 파란색은 지능과 솟아나는 생명을 상징합니다."
플레이스테이션 2는 1999년 9월 20일 도쿄 게임 쇼에서 공식적으로 공개되었으며, 약 1,500명의 기자들이 참석했다. 물리적인 콘솔은 전시되지 않았고 이름도 확정되지 않았지만, 소니는 시각적으로 인상적이지만 다소 과장된 기술 시연을 선보여 상당한 언론의 주목을 받았다. 같은 날 발표된 보도 자료는 하드웨어를 "세계에서 가장 빠른 그래픽 렌더링 프로세서"로 묘사하며 "실시간으로 영화 같은 3D 그래픽"을 생성할 수 있다고 언급했다. 이 행사의 가장 상징적인 순간 중 하나는 소니 사장 오가 노리오가 소니 이름을 플레이스테이션 브랜드와 공식적으로 연관시키는 것에 대한 자부심을 표명한 것이었다. 이는 비디오 게임 산업에 진출하는 것에 대한 우려로 인해 경영진이 기업 브랜드를 프로젝트에서 분리했던 오리지널 콘솔 개발 당시의 소니의 신중한 입장과는 눈에 띄는 전환이었다. 이 시점에서 플레이스테이션은 전 세계적으로 5천만 대 이상 판매되었고 소니의 가장 수익성 있는 부서 중 하나가 되어 영업 이익의 약 4분의 1을 차지했다. 공개 직후 소니는 인력 감축과 플레이스테이션을 회사의 미래의 핵심 부분으로 삼는 데 중점을 둔 대대적인 구조 조정을 발표했다. 한때 오리지널 플레이스테이션을 옹호하며 괴짜로 여겨졌던 쿠타라기는 "우리는 소니 코퍼레이션을 좀 더 교육해야 할 것입니다"라고 말했다.
1999년 4월 1일, 소니와 도시바는 나가사키현에 플레이스테이션 2의 이모션 엔진으로 알려진 중앙 프로세서를 제조하기 위한 합작 투자를 설립했다. 소니 컴퓨터 엔터테인먼트(SCE)는 새로운 회사에 49%의 지분을 보유했으며, 이 회사는 안정적인 칩 공급을 보장하고 세가 및 NEC와 같은 경쟁사들이 직면했던 생산 문제를 피하기 위해 설립되었다. 이모션 엔진은 쿠타라기의 콘솔 비전의 중심이었다. 게임용으로 특별히 설계된 이 칩은 강력한 부동 소수점 성능을 갖추고 있었으며 300MHz에서 6.2 기가플롭스를 제공할 수 있었는데, 이는 당시 선도적인 PC 프로세서 속도의 두 배였다. 쿠타라기는 이 칩이 더욱 생생하고 감성적으로 공명하는 게임 플레이를 가능하게 할 것이라고 구상했다. 당시 월드와이드 스튜디오 책임자였던 필 해리슨에 따르면, 이 프로세서 아키텍처는 처음에는 칩 설계 회의에서 회의적인 반응을 얻었으며, 일부 전문가들은 대량 생산이 불가능할 것이라고 의심했다. 소니는 궁극적으로 콘솔 출시 후 2년 동안 생산에 10억 달러 이상을 투자했다. 이모션 엔진의 궁극적인 성공은 SCE의 위상을 게임 개발사에서 반도체 설계의 진지한 플레이어로 끌어올리는 데 도움이 되었다.
콘솔에 DVD 플레이어를 통합하는 것은 중추적인 결정임이 입증되었다. 소니는 이를 주로 게임 장치로 제시했지만, DVD 기능은 그 매력을 확장하는 데 큰 영향을 미칠 것이었다. 당시 SCE UK의 상무 이사였던 레이 매과이어는 DVD 기능이 마케팅에서 인정되었지만, 초점은 여전히 게임에 맞춰져 있었다고 나중에 말했다. 대조적으로, 디어링은 게임이 덜 보편적인 남유럽과 같은 지역에서는 DVD 기능이 더 강력하게 홍보되어야 한다고 언급했다. 이 전략은 스페인과 같이 PS2가 비디오 게임 하드웨어의 설치 기반을 크게 확장한 시장에서 콘솔 보급률을 높이는 데 성공적임이 입증되었다.

### 출시

#### 일본
소니는 2000년 3월 4일 일본에서 플레이스테이션 2를 ¥39,800에 출시했다. "히스테리"가 보고된 장면들은 1994년 오리지널 플레이스테이션의 비교적 조용한 출시와 대조되었다. 출시일 도쿄 전역에서 1만 명 이상이 줄을 섰는데, 일부는 4일 전부터 기다리기 시작했다. 수요는 예외적으로 높았으며, 출시 첫 주말에 100만 대의 초기 물량이 모두 매진되었다. 아키하바라에는 암시장이 빠르게 형성되었고, 대부분의 콘솔이 eBay에서 2000달러 이상에 팔렸다. 일본인 남성 한 명이 구매에 실패한 후 자살했다. 강력한 하드웨어 판매에도 불구하고 일본 출시는 문제가 없지 않았다. 소프트웨어 판매는 초기에 저조했는데, 많은 소비자들이 주로 DVD 재생 기능 때문에 콘솔을 구매했다는 보고서가 있었다. 또한, 불량 메모리 카드에 대한 초기 불만은 출시 후 며칠 동안 도쿄 증권거래소에서 소니 주가의 하락에 기여했다.
우리는 정말 준비가 안 되어 있었습니다 [...] PS1과 PS2 사이의 빠른 전환 때문에, 우리는 업계가 이런 것들을 어떻게 관리하는지 전혀 몰랐습니다.
전 월드와이드 스튜디오 사장이었던 요시다 슈헤이는 소니가 오리지널 플레이스테이션과의 전환에 "정말 준비가 안 되어 있었다"고 인정하며, 회사가 세대별 콘솔 출시를 관리하는 경험이 제한적이었다고 언급했다. 출시 소프트웨어 부족으로 인해 초기 소비자 관심의 상당 부분은 콘솔의 DVD 재생 능력에 집중되었다. 요시다에 따르면, 일본에서는 출시 기간 동안 가장 많이 팔린 타이틀이 게임이 아니라 매트릭스 DVD였다. 그는 당시 독립형 DVD 플레이어가 여전히 비쌌지만, 플레이스테이션 2는 훨씬 저렴한 가격으로 유사한 기능을 제공하여 즉각적인 상업적 성공에 기여했다고 말했다. 플레이스테이션 2는 릿지 레이서 V, 철권 태그 토너먼트, 스트리트 파이터 EX3를 포함한 11개의 "실망스러운" 타이틀과 함께 출시되었다. 2000년 3월 31일까지 플레이스테이션 2는 일본에서 140만 대의 재고를 모두 판매했다.

#### 북아메리카
2000년 10월 26일 미국의 출시는 엇갈린 평가를 받았다. 소니는 새로운 소형 그래픽 신시사이저 칩의 공급 제약과 제조 문제로 인해 초기 출하량을 100만 대에서 약 50만 대로 줄였고, 이는 광범위한 물량 부족으로 이어졌다. 이는 의도적인 재고 조작을 통해 과대광고를 유도하려는 소문을 촉발시켰는데, 특히 일본에는 소량의 재고가 남아있었기 때문이다. 높은 예측치에 따라 선주문을 받았던 소매업체들은 많은 예약을 취소할 수밖에 없었다. 이러한 좌절에도 불구하고, 품귀 현상은 언론의 열광을 불러일으켰고, 긴 줄과 상점 밖에서 야영하는 열렬한 구매자들에 대한 광범위한 보도가 이루어졌다. 기술 분석가 마이클 가튼버그는 "그 첫 휴가 시즌에 미국에서 플레이스테이션 2를 구할 수 없었다"고 말하며, 수요가 소니의 이미지에 해를 끼칠 수 있었지만 궁극적으로는 그렇지 않았다고 느꼈다.
그러나 일본에 비해 더 다양한 게임 선택이 출시를 지원했다. 일렉트로닉 아츠는 콘솔 출시 전에 매든 NFL 2001 4만 장을 판매했으며, 록스타 게임스는 미드나이트 클럽: 스트리트 레이싱 (2000)과 스머글러스 런 (2000)으로 초기 성공을 거두었다. 출시 자체에 대한 일부 비판에도 불구하고, 록스타의 샘 하우저는 이것이 비디오 게임 산업의 "새로운 시대의 시작"을 알리는 것이라고 말했다. 콘솔의 미국 판매량은 첫날 2억 5천만 달러를 기록하여 드림캐스트의 첫날 판매량 9천 7백만 달러를 넘어섰다. 소니가 미국 시장에 매주 약 10만 대의 플레이스테이션 2를 출하하는 전략은 소비자의 불만을 해소하는 데 거의 도움이 되지 않았다. 일본에서는 콘솔을 쉽게 구할 수 있었지만, 제조 지연으로 인해 2001년 3월까지 미국에서는 대부분 매진 상태였다.

#### 유럽
플레이스테이션 2는 2000년 11월 24일 영국과 나머지 유럽에서 더욱 문제가 많은 출시를 겪었다. BBC의 소비자 옹호 프로그램 워치독은 콘솔의 299 파운드 가격을 "영국 바가지"의 일환으로 비판했다. 또한 일부 언론 매체는 소니가 의도적으로 공급을 제한하여 인위적인 수요를 창출했다고 추측했다. 이러한 인식은 소니가 이전에 유럽을 2800만 대의 오리지널 플레이스테이션이 판매된 가장 큰 플레이스테이션 시장으로 지목했음에도 불구하고, 유럽 시장에 8만 대의 선주문만 할당하기로 한 결정으로 인해 더욱 심화되었다. 이는 북아메리카의 2700만 대와 일본의 1700만 대와 비교된다. 특히 심각했던 것은 새 콘솔의 결함에 대한 불만이었는데, 많은 콘솔이 크리스마스에 작동하지 않았다고 한다.
플레이스테이션 2의 유럽 출시는 재고 부족으로 인해 일본과 미국에서 볼 수 있었던 대규모 소비자 줄을 언론인들이 찾지 못하는 특이한 상황을 초래했다. 초기 온라인 재판매 시도에서는 최대 1,500 파운드의 야심찬 가격이 제시되었지만, 대부분의 기기는 궁극적으로 500 파운드에 가까운 가격으로 판매되었다. 출시 후에는 콘솔의 안티 에일리어싱 부족에 대한 온라인 비판이 제기되었고, 개발자들은 시스템의 프로그래밍 복잡성에 대한 불만을 토로했다. 당시 필 해리슨은 이러한 반발이 콘솔 출시의 "전 세계적인 문화적 중요성"을 나타내는 것이라고 일축했다.

### 시장 지배
문제가 많았던 출시에도 불구하고 플레이스테이션 2는 즉각적인 재정적, 경쟁적 성공을 거두었다. 2000년 말의 성공은 세가의 심각한 재정 문제에 더욱 박차를 가했다. 드림캐스트가 22개월 동안 650만 대 판매된 반면, 소니는 15개월도 안 되어 플레이스테이션 2 1천만 대를 출하했으며 판매는 계속 가속화되었다. 플레이스테이션 2가 시장을 점점 더 지배하고, 닌텐도와 마이크로소프트가 새로운 콘솔로 진입을 준비하자, 오카와 이사오 세가 회장은 하드웨어 사업을 철수하기로 결정했다. 드림캐스트는 2001년 3월 31일에 단종되었다. 같은 날, 소니는 전 세계적으로 1,060만 대 이상이 판매되었다고 발표했다.

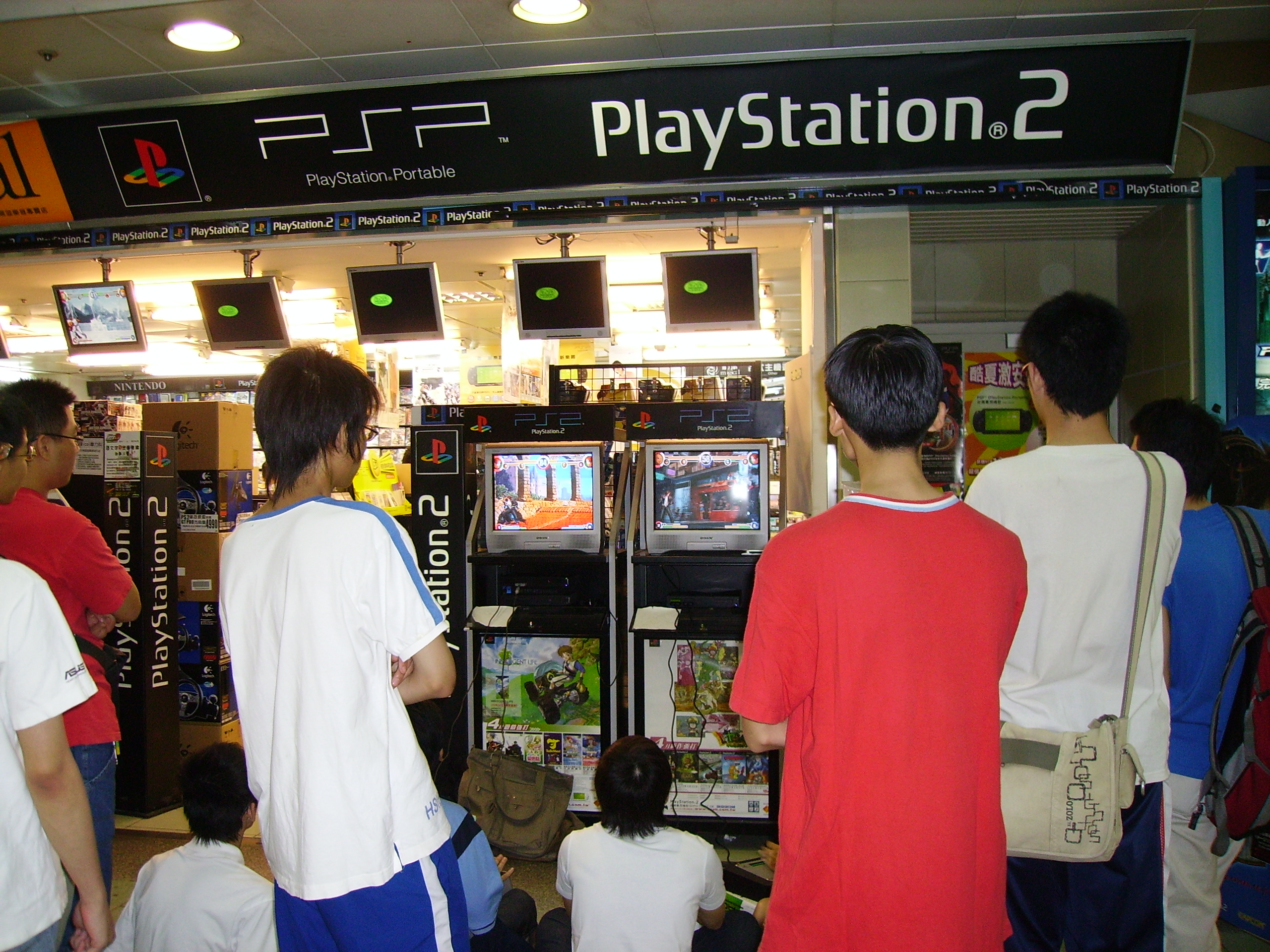
타이베이에 있는 플레이스테이션 2 매장.

소니는 2001년 11월 마이크로소프트가 엑스박스를 출시하며 게임 분야에 진출하면서 새로운 도전에 직면했다. 내부적으로 소니 경영진은 마이크로소프트가 훨씬 더 많은 재정 자원을 가지고 있다는 점을 인지하며 위협의 규모를 인식했다. 일본 팀은 덜 당황했지만, SCEE의 크리스 디어링은 치열한 경쟁을 예상하고 신중한 접근 방식을 취했다. 그러나 마이크로소프트의 미국 중심 전략으로 인해 엑스박스는 유능한 직원을 고용했음에도 불구하고 북아메리카 외 지역에서는 인기를 얻는 데 어려움을 겪었다. 소니는 서드파티 퍼블리셔와의 강력한 관계 구축, 플랫폼 수수료 인하, 마케팅 지원, 고급 개발 키트 접근과 같은 매력적인 인센티브를 강조하여 시장 선두를 유지하는 데 도움이 되는 주요 독점작을 확보했다. 이 이니셔티브는 쿠타라기 켄이 소프트웨어 지원의 다양한 생태계를 옹호하며 강력하게 강조했다. 그는 서드파티 개발자들을 소외시키지 않기 위해 소니가 자체 소프트웨어 시장의 3분의 1 이상을 지배해서는 안 된다고 조언했다.
2001년까지 소니는 록스타의 그랜드 테프트 오토 III와 코나미의 메탈 기어 솔리드 2: 선즈 오브 리버티의 성공에 힘입어 게임 시장에서 압도적인 선두를 차지했다. 이 게임의 오픈 월드 디자인은 광범위한 청중의 관심을 사로잡았고 플레이스테이션 2의 성장 모멘텀에 전환점이 되었다. 콘솔의 성장하는 라이브러리는 오리지널 플레이스테이션을 정의했던 것과 동일한 광범위한 매력을 반영하며 "모든 유형"의 소비자에게 무언가를 제공했다. 소니는 또한 혁신의 선두에 섰다. 초기 무역 박람회 시연에서는 플레이스테이션 2의 USB 기능을 선보였으며, 개발자들은 모션 컨트롤이 업계 표준이 되기 훨씬 전부터 실험했다. 이 실험은 결국 아이토이의 출시로 이어졌으며, 이는 새로운 형태의 대화형 플레이를 도입하고 더 넓고 비전통적인 청중을 대상으로 한 일련의 타이틀에 영감을 주었다.
많은 분석가들은 처음에 플레이스테이션 2, 엑스박스, 게임큐브 사이의 치열한 3파전을 예상했다. 엑스박스가 세 콘솔 중 가장 강력한 하드웨어를 자랑하고 게임큐브가 가장 저렴했지만, 플레이스테이션 2는 두 플랫폼을 계속해서 빠르게 능가했다. 2002년 10월까지 전 세계적으로 4천만 대가 판매되었다. 시장 조사 회사 인-스탯은 소니가 2006년까지 1억 2천만 대의 콘솔을 판매할 것으로 예상하며, 플랫폼의 상업적 지배력을 재확인했다. 보고서는 비디오 게임 산업의 확장 규모를 강조하며, 이를 가전 시장의 점점 더 중요한 부분으로 특징지었다. 소니는 2002년 북아메리카에서 콘솔 가격을 299달러에서 199달러로 인하하여 엑스박스와 게임큐브 모두의 가격을 낮추었다. 다음 해에는 일본에서 추가적인 가격 인하가 이어졌다.
2004년 초, 소니 컴퓨터 엔터테인먼트 아메리카(SCEA)는 북아메리카에서 2,500만 대 이상의 플레이스테이션 2가 판매되었다고 보고했다. 이 중 약 260만 대는 온라인 플레이를 위해 장착되었으며, 100만 명의 사용자가 온라인 게임 서비스에 적극적으로 참여하고 있었다. 플레이스테이션 2가 판매 정점 이후 시기에 접어들면서 하드웨어 판매는 감소할 것으로 예상되었지만, 소프트웨어 판매는 여전히 강세를 유지했다. 분석가들은 새로운 온라인 호환 타이틀이 출시되고 기존 사용자들이 콘솔의 유용성을 확장하려 함에 따라 플랫폼의 게임 라이브러리와 온라인 참여가 계속 성장할 것으로 예상했다.
2004년 9월, 소니는 "슬림라인"이라는 이름으로 더 새롭고 얇은 플레이스테이션 2 모델을 공개했다. 명백한 제조 문제와 과소평가된 수요로 인해 소니가 이전 모델을 재고 처리하고 새 모델이 준비되는 사이에 초기 생산이 지연되었다. 이 문제는 러시아 유조선이 수에즈 운하에 좌초되어 펠릭스토 항으로 향하는 플레이스테이션 2를 실은 중국 선박이 막히면서 영국에서 더욱 심화되었다. 2004년 11월 한 주 동안 영국의 판매량은 몇 주 전의 7만 대에 비해 6천 대에 불과했다. 소니는 러시아 안토노프 An-24 화물기를 고용하여 주 2회 물량을 공수함으로써 이 문제를 해결했다. 크리스마스 전날 북아메리카의 1,700개 이상의 상점에서 품귀 현상이 발생했다.
2008년까지 5년 9개월 만에 1억 대를 판매하여 가장 빠르게 1억 대를 판매한 게임 콘솔이 되었지만, 4년 5개월 만에 1억 대를 출하한 닌텐도 DS에 의해 4년 후 기록이 깨졌다.

### 말년과 단종
플레이스테이션 2는 2008년까지도 플레이스테이션 3를 능가하며 가장 많이 팔리고 가장 많이 플레이되는 콘솔로 남아 있었다. 2009년 7월까지 전 세계적으로 1억 3880만 대가 판매되었으며, 이 중 5100만 대는 PAL 지역에서 판매되었다. 그해 말, 소니는 모든 콘솔 색상을 단종한다고 발표했지만, 판매량은 꾸준히 강세를 유지했다. 2010년, 소니는 플레이스테이션 2가 내장된 브라비아 TV를 출시했다.
2012년 초에는 플레이스테이션 비타의 세계 출시 몇 달 전에 판매량이 60만 대로 크게 감소했다. 출시 12년 후인 2012년 3월 31일까지 전 세계적으로 1억 5,500만 대 이상이 판매되었다. 소니는 같은 해에 시스템의 업데이트된 판매 수치를 공식적으로 제공하지 않았다. 거의 13년간의 생산 끝에 2013년 1월 4일 공식적으로 생산이 중단되었다. 이는 비디오 게임 콘솔 중 가장 긴 수명 중 하나이다. 2012년 4분기 판매량은 "놀랍게도" 160만 대에 달했으며, 그해 총 판매량은 500만 대로 전년도 판매량인 410만 대를 넘어섰다. 일본에서는 파이널 판타지 XI, 북아메리카와 남아메리카에서는 FIFA 14: 레거시 에디션을 포함하여 2013년 말까지 새로운 게임이 계속 제작되었다. 이 시스템을 위해 출시된 마지막 게임은 2013년 11월 8일 영국에서 출시된 월드 사커 위닝 일레븐 2014이다. 일본의 시스템 수리 서비스는 부품 부족으로 인해 2018년 9월 7일 종료되었다.
2024년 2월, 소니 인터랙티브 엔터테인먼트 CEO 짐 라이언은 공식 플레이스테이션 팟캐스트에서 플레이스테이션 2가 전 세계적으로 1억 6천63만 대 판매되었다고 확인했다. 이 발표는 8개월 후인 같은 해 11월 플레이스테이션 30주년 웹사이트에 이 수치가 공식적으로 나타날 때까지 소니 자체에 의해 직접 확인되지 않았다.

## 하드웨어

### 기술 사양
| Emotion Engine CPU           | 플레이스테이션 2 그래픽 신시사이저 | I/O 프로세서             |
| 이모션 엔진 CPU              | 그래픽 신시사이저                  | I/O 프로세서             |
| 메모리 컨트롤러              | SCPH-10000 메인보드                | SCPH-70001 메인보드      |
| 스크래치패드 메모리 컨트롤러 | 초기 SCPH-10000 메인보드           | 후기 SCPH-70001 메인보드 |

메인 CPU는 소니와 도시바가 맞춤 설계한 64비트 R5900 기반 "이모션 엔진"이다. 이모션 엔진은 각각 특정 작업을 수행하는 8개의 개별 "단위"로 구성되며 동일한 다이에 통합되어 있다. 이러한 단위에는 중앙 CPU 코어, 두 개의 벡터 처리 장치(VPU), 10채널 DMA 장치, 메모리 컨트롤러, 이미지 처리 장치(IPU)가 포함된다. 인터페이스는 클럭 속도 36.864MHz로 작동하는 I/O 프로세서에 대한 입력 출력 인터페이스, 그래픽 신시사이저에 대한 그래픽 인터페이스, 시스템 메모리에 대한 메모리 인터페이스의 세 가지가 있다. 이모션 엔진 CPU는 클럭 속도 294.912 MHz (최신 버전은 299MHz)와 6,000 MIPS, 부동 소수점 성능은 6.2 GFLOPS이다. 시스템의 I/O 프로세서는 플레이스테이션의 CPU를 기반으로 했으며 플레이스테이션과의 완전한 하위 호환성을 제공하도록 설계되었다. 시스템에는 32MB의 RDRAM이 있다.
GPU 또한 콘솔용으로 맞춤 설계되었으며 "그래픽 신시사이저"라고 불린다. 초당 2.4 기가픽셀의 필레이트를 가지며, 초당 최대 7,500만 폴리곤을 렌더링할 수 있다. GPU는 또한 147.456MHz의 클럭 주파수(이모션 엔진 클럭 속도의 절반)로 작동하며, 4MB의 DRAM은 PAL 및 NTSC TV 모두에서 1280x1024 픽셀의 디스플레이 출력을 전송할 수 있다. 플레이스테이션 2는 최대 색 깊이 1670만 트루 컬러를 지원한다. 조명, 텍스처 매핑, 인공지능, 게임 물리학과 같은 기능을 고려하면, 콘솔은 초당 2500만 폴리곤의 실제 성능을 가진다. 플레이스테이션 2는 또한 두 개의 USB 포트와 SCPH-10000에서 3900x 모델에만 해당되는 하나의 IEEE 1394 (파이어와이어) 포트를 특징으로 한다. 하드 디스크 드라이브는 콘솔 후면의 확장 베이에 설치할 수 있으며, 특정 게임, 특히 인기 있는 파이널 판타지 XI를 플레이하는 데 필요하다. 시스템에는 eDRAM 형태의 4MB VRAM이 있다.
소프트웨어는 주로 DVD-ROM으로 배포되었으며, 일부 타이틀은 파란색 CD-ROM 형식으로 출시되었다. 또한, 콘솔은 오디오 CD와 DVD 영화를 재생할 수 있으며 거의 모든 오리지널 플레이스테이션 게임과 하위 호환된다. 플레이스테이션 2는 플레이스테이션 메모리 카드 및 컨트롤러도 지원하지만, 오리지널 플레이스테이션 메모리 카드는 오리지널 플레이스테이션 게임에서만 작동하고 컨트롤러는 플레이스테이션 2 게임의 모든 기능(예: 아날로그 버튼)을 지원하지 않을 수 있다. 표준 플레이스테이션 2 메모리 카드는 8 MB 용량을 가지며 매직게이트 암호화를 지원한다.
플레이스테이션 2는 SDTV와 HDTV에서 480i에서 480p까지의 비디오 해상도를 기본적으로 출력할 수 있으며, 그란 투리스모 4와 투어리스트 트로피와 같은 일부 게임은 1080i 해상도를 업스케일링하여 지원하는 것으로 알려져 있다. 플레이스테이션 2는 다음 표준을 지원한다: 컴포지트 비디오 (480i), S-비디오 (480i), RGB (480i/p), VGA (프로그레시브 스캔 게임 및 PS2 Linux 전용), YPBPR 컴포넌트 비디오 (대부분의 오리지널 플레이스테이션 게임을 대부분의 HDTV 세트가 지원하지 않는 기본 240p 모드로 표시), D-터미널. 이 모든 신호 유형에 대한 케이블을 사용할 수 있으며, 이 케이블은 아날로그 스테레오 오디오도 출력한다. 또한, 오래된 TV에 연결하기 위해 시스템용 RF 변조기를 사용할 수 있다.

### 모델

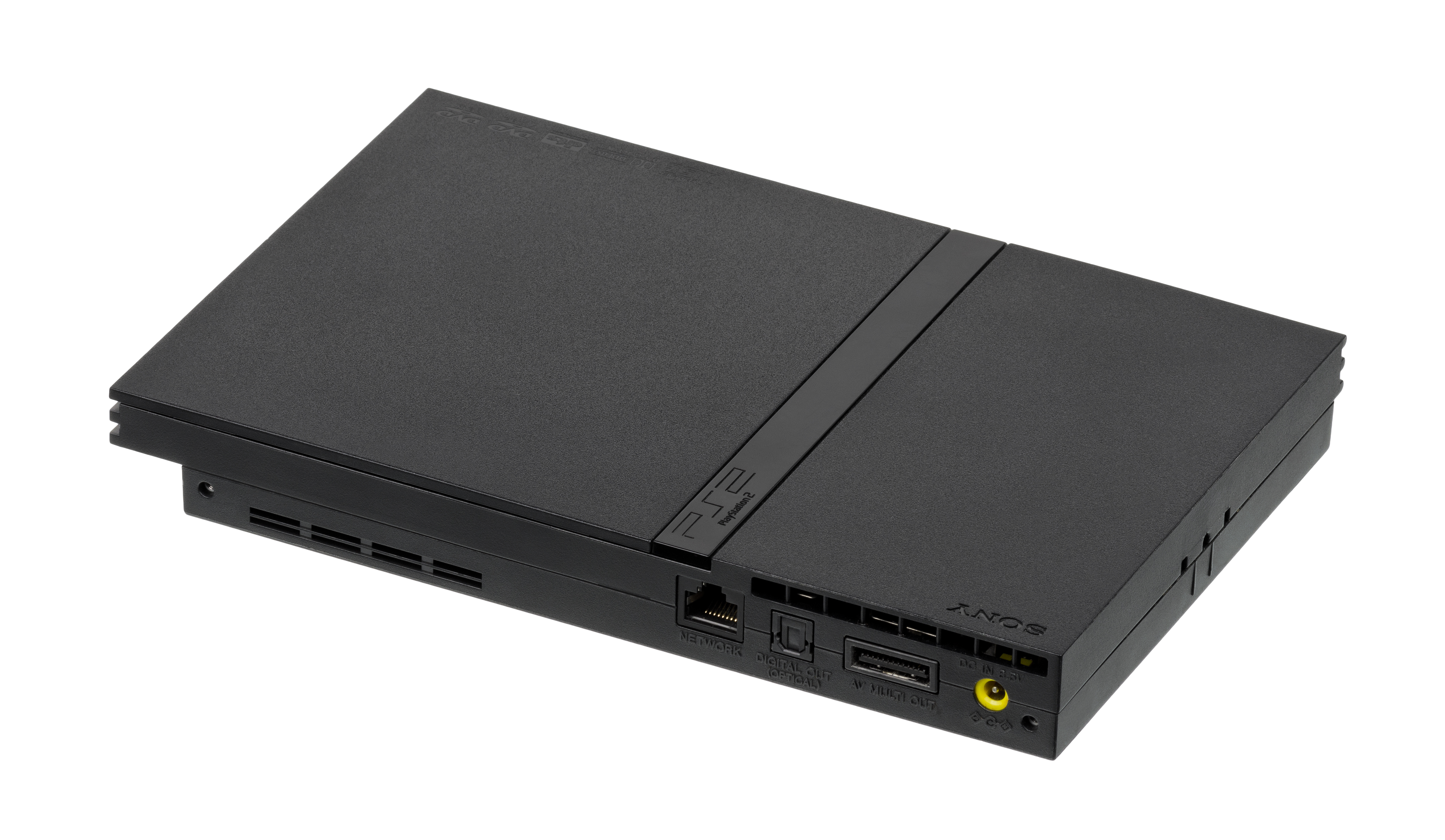
슬림 모델 후면, 내장 네트워킹을 보여줌

플레이스테이션 2는 수명 동안 여러 번의 개정을 거쳤다. 주로 오리지널 "뚱뚱한" 케이스 디자인 모델과 2004년 말에 출시된 "슬림라인" 모델로 구분된다. 2010년에는 소니 브라비아 KDL-22PX300이 소비자에게 출시되었다. 이는 플레이스테이션 2가 내장된 22인치 HD-레디 텔레비전이었다.
PS2의 표준 색상은 무광 검정이다. 세라믹 화이트, 라이트 옐로우, 아쿠아, 메탈릭 실버, 네이비 블루, 불투명 블루, 미드나이트 블랙, 펄 화이트, 사쿠라 퍼플, 새틴 골드, 새틴 실버, 스노우 화이트, 슈퍼 레드, 오션 블루, 핑크 등 다양한 수량과 지역에서 여러 색상 변형이 생산되었으며, 이 중 핑크는 오세아니아 및 아시아 일부 지역에서 유통되었다.
2004년 10월, 소니는 오리지널 플레이스테이션 2의 더 작고 재설계된 버전인 "슬림라인"을 출시했다. 여기에는 이더넷 포트와 내부 전원 공급 장치가 내장되어 있다. 더 얇은 프로필로 인해 3.5인치 확장 베이가 없으므로 내부 하드 디스크 드라이브를 지원하지 않는다. 확장 베이의 제거는 HDD 사용이 필요한 파이널 판타지 XI와 같은 타이틀의 존재로 인해 소프트웨어에 대한 제약으로 비판받았다. 슬림라인 모델은 오리지널 버전의 전동 트레이 로딩 시스템을 대체하는 상단 로딩 디스크 메커니즘을 특징으로 한다. 이전 모델과 마찬가지로 슬림라인 콘솔은 수평 및 수직 방향 모두에서 작동하도록 설계되었지만, 수직 배치를 위해서는 안정성을 위한 전용 스탠드가 필요하다.
소니는 또한 PSX라는 가전 제품을 제조했으며, 이는 올인원 홈 미디어 센터로 판매되었다. 나노기술을 통합한 이 시스템은 플레이스테이션 2의 그래픽 신시사이저와 이모션 엔진 프로세서를 90nm EE+GS로 알려진 단일 칩셋에 통합했다. 게임 기능 외에도 PSX는 통합된 아날로그 텔레비전 튜너를 갖추고 있으며 텔레비전 프로그램과 DVD를 모두 녹화할 수 있다. 이 장치는 또한 광대역 인터넷 연결을 지원하며 메모리 카드 슬롯을 갖추고 있어 사용자가 디지털 사진을 보고 MP3 오디오 파일을 연결된 텔레비전에서 직접 재생할 수 있다. 2003년 12월 13일 일본에서 두 가지 모델로 독점 출시되었다: 160GB 하드 드라이브를 장착한 DESR-5000은 79,800엔, 250GB 하드 드라이브를 장착한 DESR-7000은 99,800엔이었다.

### 온라인 지원
플레이스테이션 2는 전용 네트워크 어댑터를 통해 선택적 온라인 기능을 도입했으며, 이는 이더넷과 다이얼업 인터넷 연결을 모두 가능하게 했다. 어댑터의 하드웨어 구성 요소는 표준 문고판보다 작고 콘솔 후면의 확장 베이에 쉽게 설치할 수 있었다. 두 개의 나사로 고정하고 전화선이나 이더넷 케이블에 연결하면 어댑터는 사용할 준비가 되었다. 소니는 플레이스테이션 2용 자체 유료 온라인 서비스를 운영하지 않고, 대신 사용자들이 기존 인터넷 서비스 제공자를 통해 연결할 수 있도록 허용했다. 그러나 AOL과 같은 일부 제공업체는 콘솔 연결에 대해 추가 요금을 부과했는데, 일반적으로 월 약 4.95달러였다.
소니 접근 방식의 주요 특징은 마이크로소프트의 Xbox에 대한 광대역 전용 요구 사항과 대조적으로 광대역 및 다이얼업 연결을 모두 지원했다는 것이다. 광대역은 훨씬 더 부드러운 경험을 제공했지만, 소니의 결정은 제한된 인터넷 인프라를 가진 사용자에게 더 큰 접근성을 보장했다. 이미 홈 네트워크가 구축된 가정의 경우, 이더넷을 통해 플레이스테이션 2를 라우터에 연결하는 것은 간단하고 효율적이었다. 소니는 또한 온라인 기능에 대한 책임을 개별 게임 개발자와 퍼블리셔에게 위임했다. 각 서드파티 개발자는 각 타이틀에 대한 자체 서버와 인프라를 관리해야 했다. 이러한 분산 모델은 사용자가 각 게임에 대해 별도의 로그인 자격 증명을 생성해야 했으며, 온라인 서비스의 품질은 개발자의 전문 지식과 리소스에 따라 달라졌다는 것을 의미했다.

### 컨트롤러
플레이스테이션 2의 듀얼쇼크 2 컨트롤러는 전작과 거의 동일한 기능을 유지하면서 몇 가지 주요 개선 사항을 추가했다. 가장 중요한 기능 업그레이드는 모든 주요 컨트롤에 감압식 입력이 포함되었다는 점이다. 방향 패드와 페이스 버튼에만 디지털 입력이 있었던 오리지널 듀얼쇼크 컨트롤러와 달리, 듀얼쇼크 2는 방향 패드, 4개의 페이스 버튼, 4개의 숄더 버튼에 255단계의 감압 감도를 지원했다. 미학적으로 듀얼쇼크 2는 검은색 색상과 무게 및 내부 구성 요소의 미미한 조정으로 구별된다. 진동 모터의 기계적 복잡성 감소로 인해 오리지널보다 약간 더 가볍다. 듀얼쇼크 2는 오리지널 컨트롤러의 전체적인 레이아웃과 인체공학적 설계를 유지했다. 전작과 마찬가지로 듀얼쇼크 2 컨트롤러는 포스 피드백, 즉 "진동" 기능을 가지고 있다.
특수 컨트롤러에는 라이트 건 (건콘), 낚싯대 및 릴 컨트롤러, 드래곤 퀘스트 VIII "슬라임" 컨트롤러, 파이널 판타지 X-2 "타이니 비" 듀얼 피스톨 컨트롤러, 귀무자 3 카타나 컨트롤러, 바이오하자드 4 전기톱 컨트롤러 등이 있다.

### 주변 기기
| EyeToy                | DVD 리모컨         | 8MB 메모리 카드 |
| 아이토이 카메라       | DVD 리모컨         | 8MB 메모리 카드 |
| 플레이스테이션 멀티탭 | 40GB 하드 드라이브 | 네트워크 어댑터 |
| 멀티탭                | 40GB 하드 드라이브 | 네트워크 어댑터 |

오리지널 플레이스테이션과 마찬가지로 소니는 추가적인 기능을 더하는 일련의 주변 기기를 출시했다. 이러한 주변 기기에는 메모리 카드, DVD 리모컨, 내부 또는 외부 하드 디스크 드라이브(HDD), 네트워크 어댑터, 수평 및 수직 스탠드, 멀티플레이어 어댑터 (4인 멀티탭), USB 모션 카메라 (아이토이), 키보드 및 마우스, 헤드셋이 있다. 공식 플레이스테이션 마우스를 사용하여 마우스 호환 게임을 플레이해야 하는 오리지널 플레이스테이션과 달리, 마우스 지원 기능이 있는 몇 안 되는 플레이스테이션 2 게임은 표준 USB 마우스와 USB 트랙볼로도 작동한다.
초기 버전의 콘솔은 i.LINK 포트를 통해 네트워크로 연결할 수 있었지만, 이는 게임 지원이 거의 없었고 결국 "슬림라인" 모델에서 제거되었다. Joytech와 같은 일부 서드파티 회사들은 플레이스테이션 2용 LCD 모니터 및 스피커 부착물을 제작했는데, 이는 콘솔 후면에 부착된다. 이를 통해 사용자는 주전원이나 유사한 전원 공급 장치에 접근할 수 있는 한 TV 없이도 게임을 플레이할 수 있다.
음악 게임을 위한 많은 액세서리가 있는데, 댄스 댄스 레볼루션 타이틀을 위한 댄스 패드, 카라오케 레볼루션 게임에 사용되는 코나미 마이크, 무선 마이크 (SingStar 게임과 함께 판매되며 독점적으로 사용됨), 다양한 "기타" 컨트롤러 (기타 프리크스 시리즈 및 기타 히어로 시리즈용), 드럼 세트 컨트롤러 (락 밴드 및 기타 히어로 시리즈와 함께 사용되는 "기타" 컨트롤러 및 USB 마이크와 함께 박스 세트 (또는 단품)로 판매됨), 2004년 태고의 달인용 태고 드럼 컨트롤러 등이 있다.
소니는 리눅스 기반 운영 체제 키트를 출시했는데, 여기에는 키보드, 마우스, 이더넷 어댑터 및 HDD가 포함되어 있었다. 유럽과 오스트랄라시아에서는 콘솔에 번들 데모 디스크에 무료 Yabasic 인터프리터가 포함되어 있다. 이를 통해 사용자는 플레이스테이션 2용 간단한 프로그램을 만들 수 있다. NetBSD 프로젝트 포트와 데비안 기반의 대체 배포판인 BlackRhino GNU/Linux도 사용할 수 있다.

## 게임 라이브러리
총 10,987개의 게임 타이틀을 보유한 플레이스테이션 2는 다양한 글로벌 라이브러리를 자랑한다. 주요 프랜차이즈에는 그랜드 테프트 오토, 파이널 판타지, 메탈 기어 솔리드 시리즈가 포함되며, 대부분의 게임은 콘솔 독점으로 출시되었다. 갓 오브 워 (2005), 라쳇 & 클랭크 (2002), 잭 앤 덱스터: 프레커서 레거시 (2001), 데빌 메이 크라이 (2001), 킹덤 하츠 (2002) 등 여러 유명 시리즈가 콘솔에서 처음 출시되었다. 가장 많이 팔린 플레이스테이션 2 게임은 1733만 장이 판매된 그랜드 테프트 오토: 산 안드레아스이다. 2013년 플레이스테이션 2 단종 이후 누적 소프트웨어 출하량은 15억 4천만 장이었다.
2000년 일본 출시 이후, 플레이스테이션 2는 11개의 출시 타이틀과 함께 출시되었으며, 초기 주목할 만한 게임으로는 릿지 레이서 V (2000)와 철권 태그 토너먼트 (2000)가 있었다. 이는 북아메리카 출시에는 29개 타이틀로 늘어났고, 유럽에는 30개로 늘어났다. 콘솔용으로 출시된 마지막 게임은 일본의 파이널 판타지 XI: 시커스 오브 아둘린 (2013), 북아메리카의 FIFA 14 (2013), 영국의 월드 사커 위닝 일레븐 2014 (2013)였다.

## 평가
플레이스테이션 2는 출시되자마자 비평가들의 찬사를 받았다. 초기 리뷰에서는 하드웨어 및 그래픽 기능, DVD 재생 능력, 오리지널 플레이스테이션 게임 및 하드웨어와의 하위 호환성을 칭찬했다. 초기 비판점으로는 당시 온라인 지원 부족, 두 개의 컨트롤러 포트만 포함된 점, 2000년 드림캐스트에 비해 출시 가격이 높다는 점 등이 있었다. 2001년 PCMag은 콘솔을 "뛰어나다"고 평가하며, 이모션 엔진 CPU, 32MB RAM, IEEE 1394 (소니는 "i.LINK", 애플은 "파이어와이어"로 브랜딩함) 지원, 두 개의 USB 포트와 같은 "주목할 만한 구성 요소"를 칭찬하면서도, "비싼" 게임과 멀티탭 액세서리 없이는 두 개의 컨트롤러만 지원한다는 점을 비판했다.
DVD 재생 기능 포함은 플레이스테이션 2의 상업적 성공에 큰 요인이었다. 출시 당시 PS2는 독립형 DVD 플레이어와 비슷한 가격으로 책정되어 소비자에게 매력적인 선택지가 되었다. 이러한 다기능성은 전통적인 게이머를 넘어 콘솔의 매력을 증가시켰고 가정에서 DVD 보급을 가속화하는 데 도움이 되었다.
그러나 두 가지 가장 인기 있는 초기 타이틀인 릿지 레이서 V (2000)와 철권 태그 토너먼트 (2000)에 안티 에일리어싱이 부족하다는 점 때문에 시스템의 기능에 대한 우려가 있었다. 이는 출시 후 일정 기간 동안 새로운 고품질 소프트웨어의 상대적인 부족에 대한 우려로 인해 더욱 악화되었다. 이 상황은 2001년 마지막 분기에 매우 호평받은 게임들이 쏟아져 나오면서 결국 반전되었다. 후기 리뷰, 특히 경쟁 시스템인 게임큐브와 엑스박스 출시 이후의 리뷰는 플레이스테이션 2의 방대한 게임 라이브러리와 DVD 재생을 계속 칭찬하는 한편, 새로운 시스템에 비해 플레이스테이션 2의 그래픽 성능이 떨어지고 Xbox Live에 비해 기본적인 온라인 서비스가 비판을 받았다. 2002년, CNET은 콘솔에 10점 만점에 7.3점을 주며 "가장 새롭거나 강력하지는 않지만" "안전한 선택"이라고 평가하며, 콘솔이 "더 거친 가장자리를 가진 게임 내 그래픽을 생성한다"고 언급했다. CNET은 또한 DVD 재생 기능에 대해 "수준급"이었고 재생 컨트롤이 "초보적"이라고 주장하며 사용자가 리모컨을 구매할 것을 권장했다. 콘솔의 두 컨트롤러 포트와 메모리 카드의 높은 비용도 비판의 대상이었다.
플레이스테이션 2 슬림 모델은 작은 크기와 내장 네트워크 기능으로 긍정적인 평가를 받았지만, 원본 모델의 내장 팬이 없어 과열되기 쉽다는 비판을 받았다. 별도의 전원 어댑터가 필요하다는 점은 비판을 받았고, 상단 로딩 디스크 드라이브는 원본 모델의 트레이 로딩 드라이브보다 고장날 가능성이 적다는 점이 지적되었다.

### 유산
플레이스테이션 2는 일찍 출시된 세가의 드림캐스트를 이겨냈고, 이후 마이크로소프트의 신흥 경쟁작 엑스박스와 닌텐도의 게임큐브를 물리쳤다. 이 콘솔의 엄청난 성공과 드림캐스트의 실패는 세가가 콘솔 시장에서 완전히 철수하게 된 주요 요인 중 하나였다. 소니가 DVD 플레이어를 콘솔에 통합한 것은 비용 효율적인 홈 엔터테인먼트 장치로 자리매김했을 뿐만 아니라 전통적인 게임 관객을 넘어 그 도달 범위를 넓히는 데 도움이 되었다. 이 기능은 특히 DVD 기술이 인기를 얻으면서 플레이스테이션 2의 광범위한 채택에 기여했다.
또한, 이 콘솔은 게임 디자인에 상당한 혁신이 있었던 시기에 그랜드 테프트 오토 III (2001), 파이널 판타지 X (2001), 메탈 기어 솔리드 2 (2001)와 같은 여러 초기 기념비적인 타이틀의 독점 플랫폼 역할을 했다. 이 시대에는 영화 같은 스토리텔링과 광범위한 오픈 월드 게임 플레이가 등장하여 시스템의 매력을 더욱 확고히 했다. IHS 스크린 다이제스트의 수석 분석가 피어스 하딩-롤스에 따르면, 소니의 마케팅 전략, 특히 축구와의 연계는 이전에 콘솔 게임이 미개발된 지역에서 강력한 시장 침투를 확보하는 데 결정적인 역할을 했다. 후기에는 플레이스테이션 2가 라이프스타일 및 소셜 게임을 통합하여 인구 통계를 확장함으로써 2000년대 중반 동안 수명과 매력을 더욱 향상시켰다.
플레이스테이션 2는 종종 최고의 비디오 게임 콘솔 중 하나로 평가받아 왔다. 2020년, 더 가디언의 키스 스튜어트는 플레이스테이션 2를 두 번째로 좋은 콘솔로 선정하며, "압도적인 지배력"과 기술적 우월성이 비디오 게임의 황금 시대를 열었다고 선언했다. IGN은 2009년 플레이스테이션 2를 세 번째로 좋은 콘솔로 선정하며, 다양한 게임 라이브러리와 모든 청중에게 어필하는 매력이 "지속력"의 강력한 증거라고 언급했다. 2018년, 레트로 게이머는 플레이스테이션 2를 다섯 번째로 좋은 콘솔로 선정하며, 마찬가지로 방대한 라이브러리와 개발자들에게 어필하는 매력이 대중적 성공을 거두는 데 핵심적인 요소라고 평가하며, "미친 아키텍처"를 가진 기계라고 칭찬했다.

## 같이 보기
- 플레이스테이션
- 플레이스테이션 3
- 플레이스테이션 2용 리눅스